# Pluzunet
Pluzunet [plyzynɛt] (Plûned ou Pluzuned en breton) est une commune trégorroise du département des Côtes-d'Armor, dans la région Bretagne, en France.

## Géographie
| Tonquédec       | Cavan    | Prat   |
| Trégrom         | Pluzunet | Bégard |
| Le Vieux-Marché | Louargat |        |

### Hydrographie
Pour un article plus général, voir Réseau hydrographique des Côtes-d'Armor.
La commune est située dans le bassin Loire-Bretagne. Elle est drainée par le Léguer, le Guindy et un autre petit cours d'eau,.
Le Léguer, d'une longueur de 58 km, prend sa source dans la commune de Bourbriac et se jette  dans la baie de Lannion en limite de Lannion et de Trédrez-Locquémeau, après avoir traversé 15 communes.  Les caractéristiques hydrologiques du Léguer sont données par la station hydrologique située sur la commune. Le débit moyen mensuel est de 6,3 m3/s. Le débit moyen journalier maximum est de 72,3 m3/s, atteint lors de la crue du 26 janvier 1995. Le débit instantané maximal est quant à lui de 87,4 m3/s, atteint le 12 décembre 2000.

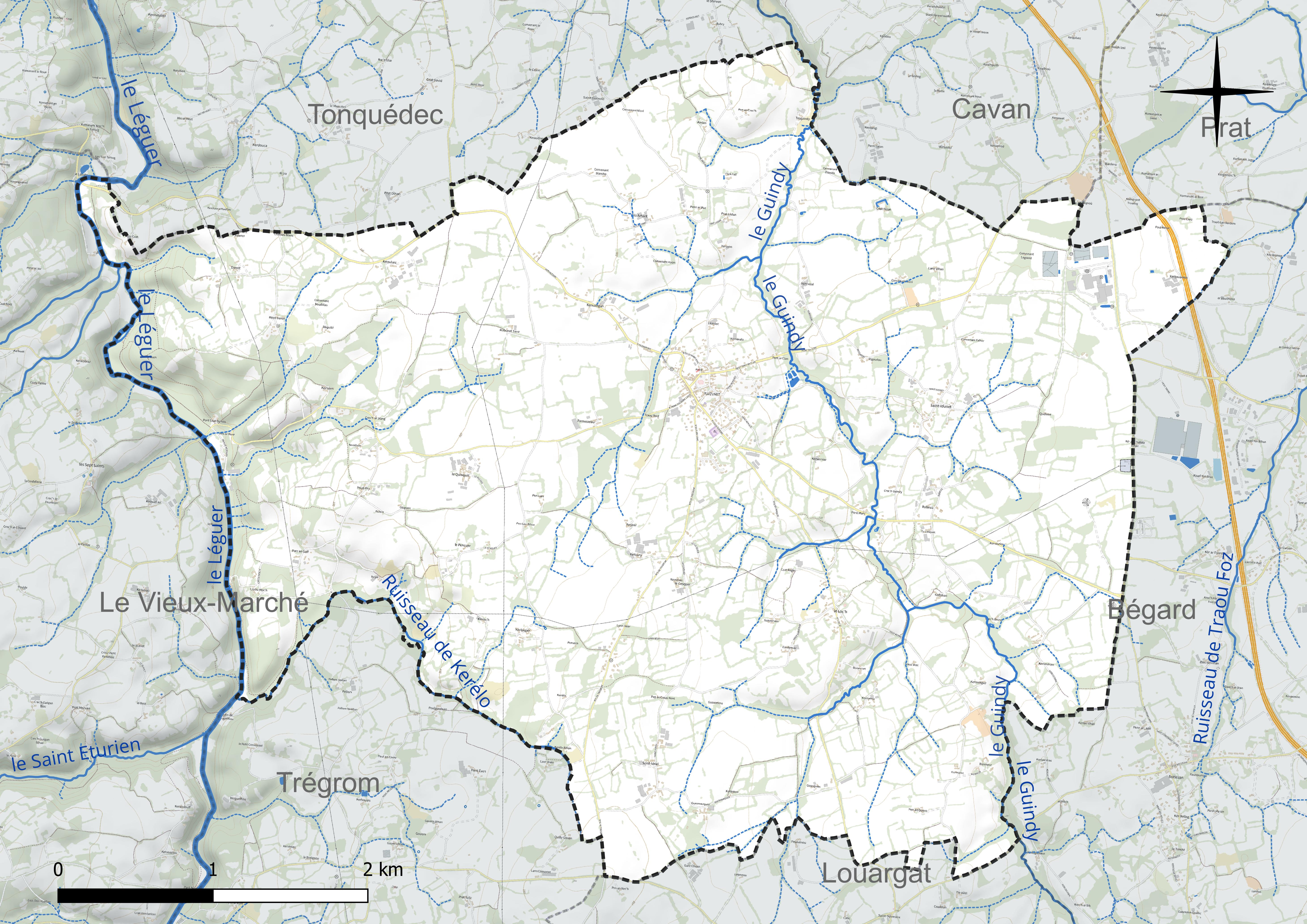
Réseau hydrographique de Pluzunet.

Le Guindy, d'une longueur de 43 km, prend sa source dans la commune de Louargat et se jette  dans le Jaudy à Tréguier, après avoir traversé 16 communes. 

### Climat
Pour des articles plus généraux, voir Climat de la Bretagne et Climat des Côtes-d'Armor.
En 2010, le climat de la commune est de type climat océanique franc, selon une étude du CNRS s'appuyant sur une série de données couvrant la période 1971-2000. En 2020, Météo-France publie une typologie des climats de la France métropolitaine dans laquelle la commune est exposée à un climat océanique et est dans la région climatique  Finistère nord, caractérisée par une pluviométrie élevée, des températures douces en hiver (6 °C), fraîches en été et des vents forts. Parallèlement l'observatoire de l'environnement en Bretagne publie en 2020 un zonage climatique de la région Bretagne, s'appuyant sur des données de Météo-France de 2009. La commune est, selon ce zonage, dans la zone « Intérieur », exposée à un climat médian, à dominante océanique.
Pour la période 1971-2000, la température annuelle moyenne est de 11,2 °C, avec une amplitude thermique annuelle de 10,3 °C. Le cumul annuel moyen de précipitations est de 930 mm, avec 15 jours de précipitations en janvier et 7,9 jours en juillet. Pour la période 1991-2020, la température moyenne annuelle observée sur la station météorologique la plus proche, située sur la commune de Lannion à 12 km à vol d'oiseau, est de 11,6 °C et le cumul annuel moyen de précipitations est de 929,5 mm,. Pour l'avenir, les paramètres climatiques de la commune estimés pour 2050 selon différents scénarios d'émission de gaz à effet de serre sont consultables sur un site dédié publié par Météo-France en novembre 2022.

## Urbanisme

### Typologie
Au 1er janvier 2024, Pluzunet est catégorisée commune rurale à habitat très dispersé, selon la nouvelle grille communale de densité à 7 niveaux définie par l'Insee en 2022.
Elle est située hors unité urbaine. Par ailleurs la commune fait partie de l'aire d'attraction de Lannion, dont elle est une commune de la couronne,. Cette aire, qui regroupe 40 communes, est catégorisée dans les aires de 50 000 à moins de 200 000 habitants,.

### Occupation des sols
L'occupation des sols de la commune, telle qu'elle ressort de la base de données européenne d’occupation biophysique des sols Corine Land Cover (CLC), est marquée par l'importance des territoires agricoles (92,8 % en 2018), une proportion sensiblement équivalente à celle de 1990 (93,1 %). La répartition détaillée en 2018 est la suivante : 
zones agricoles hétérogènes (72,3 %), terres arables (20,5 %), forêts (5,3 %), zones urbanisées (1,9 %). L'évolution de l’occupation des sols de la commune et de ses infrastructures peut être observée sur les différentes représentations cartographiques du territoire : la carte de Cassini (XVIIIe siècle), la carte d'état-major (1820-1866) et les cartes ou photos aériennes de l'IGN pour la période actuelle (1950 à aujourd'hui).

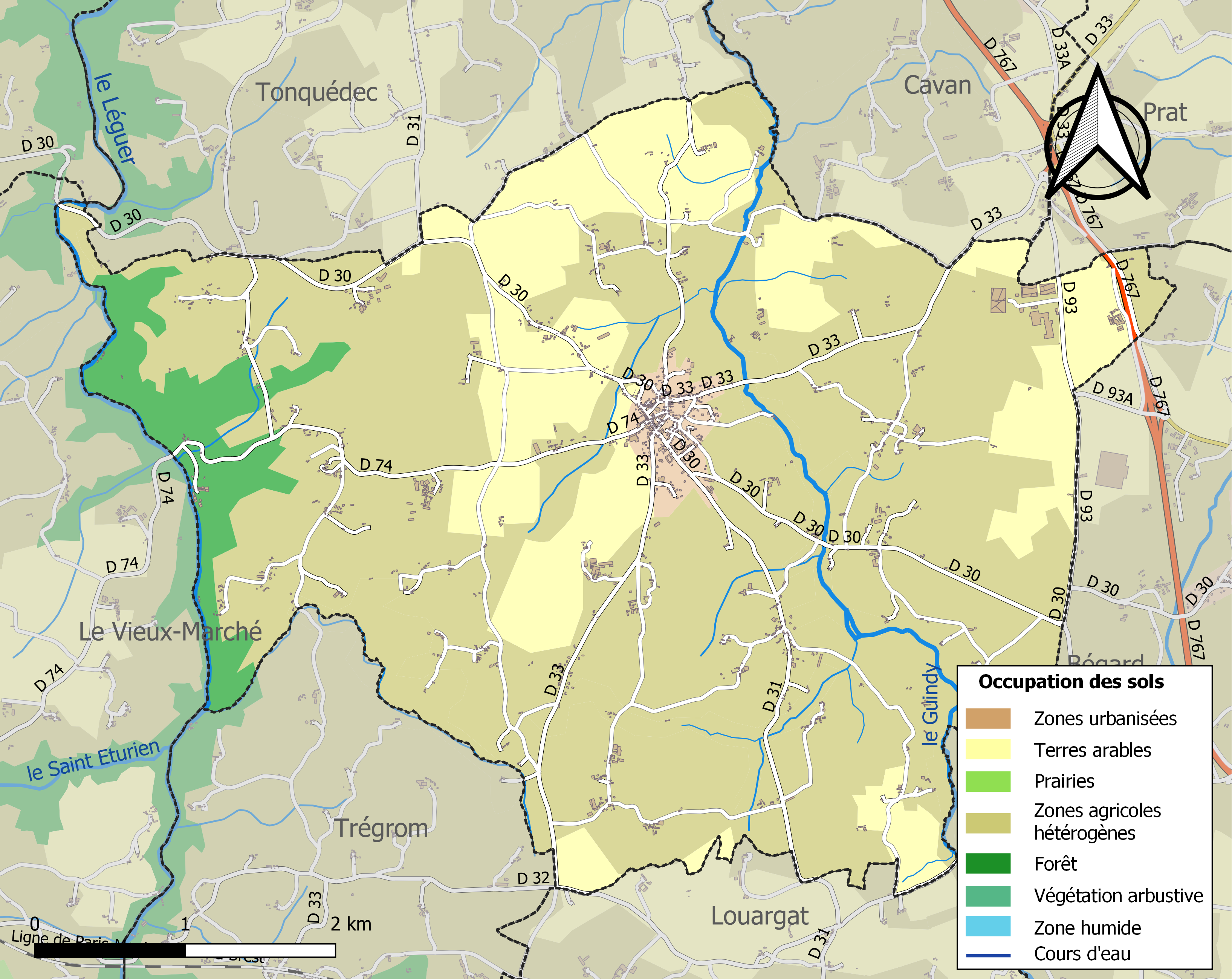
Carte des infrastructures et de l'occupation des sols de la commune en 2018 (CLC).

## Toponymie
Le nom de la localité est attesté sous les formes Ploedunet vers 1330, Ploezunet en 1371, Ploenniet en 1389, Ploezunet fin XIVe siècle, en 1427 et en 1442, Pluzunet en 1486.
Le nom de Pluzunet est composé de plu venant de plou (plebs en latin) et du nom de Saint Unet (ou Dunet).

## Histoire

### LeXIXesiècle

#### Marguerite Philippe, pèlerine professionnelle
Marguerite Philippe, en breton Marc'harid Fulup (1837-1909), née et décédée à Pluzunet, mendiante, fut aussi pèlerine professionnelle, faisant contre rémunération des pèlerinages, notamment le Tro Breiz ou le pèlerinage à Sainte-Anne-d'Auray pour le compte de clients.[réf. nécessaire]

### LeXXesiècle

#### Les guerres duXXesiècle
Le monument aux morts porte les noms de 114 soldats morts pour la Patrie :
- 103 sont morts durant la Première Guerre mondiale, dont 2 marins qui ont péri en mer ;
- 11 sont morts durant la Seconde Guerre mondiale, dont 2 marins qui ont péri en mer.

## Héraldique
| Blason | Blasonnement : D'or à la devise de sable et la vergette d'azur brochant sur la devise, à l'étai d'argent brochant sur le tout. |

## Politique et administration

### Liste des maires
| Période        | Période                  | Identité                             | Étiquette | Qualité                                                                              |
| -------------- | ------------------------ | ------------------------------------ | --------- | ------------------------------------------------------------------------------------ |
| 1790           | 1791                     | François Marie Penanhoat (1745-1816) |           | Cultivateur Premier maire de Pluzunet                                                |
| 1791           |                          | Gilles Congard                       |           |                                                                                      |
| 1805           | 1817                     | Jacques-François Le Cuyon            |           | Notaire                                                                              |
| 1817           | 1826                     | Ollivier Berthou                     |           |                                                                                      |
| 1826           | 1845                     | Pierre-Alexandre Le Neuder           |           | Notaire Conseiller d'arrondissement (1833 → 1836)                                    |
| 1845           |                          | Brieuc Clech                         |           |                                                                                      |
|                |                          | François-Marie Le Cuyon              |           | Notaire                                                                              |
| 1874           | 1875                     | Brieuc Clech                         |           |                                                                                      |
| 1875           | 1883                     | François Penanhoat                   |           |                                                                                      |
| 1883           | décembre 1901 (décès)    | Hippolyte Tassel (1844-1901)         |           | Notaire                                                                              |
| 1902           | 1911                     | François-Marie Clech                 |           |                                                                                      |
| 1911           | mars 1922 (décès)        | Charles Tassel (1876-1922)           |           | Notaire Fils de Hippolyte Tassel, maire de 1883 à 1901                               |
| 1922           | octobre 1947             | Joseph Le Roux                       |           |                                                                                      |
| octobre 1947   | octobre 1967 (démission) | François Gaudu                       |           | Maire honoraire                                                                      |
| octobre 1967   | mars 1977                | Pierre Gautier                       |           | Cultivateur au Quinquis Adjoint au maire (1965 → 1967)                               |
| mars 1977      | mars 1983                | Albert Prigent (1913-1999)           |           | Cultivateur au Parousseau Adjoint au maire (1967 → 1977)                             |
| mars 1983      | 23 mars 2001             | Jean-Claude Le Gruiec                |           | Instituteur Vice-président de la CC du Centre Trégor (1993 → 2001)                   |
| 23 mars 2001   | 21 mars 2008             | Pierre Gautier                       |           | Agriculteur retraité                                                                 |
| 21 mars 2008   | 3 juillet 2020           | Jean-Claude Jégou                    | DVD       | Retraité de la gendarmerie 4e vice-président de la CC du Centre Trégor (2008 → 2014) |
| 3 juillet 2020 | En cours                 | Romuald Cocadin                      |           | Conseiller funéraire                                                                 |

## Démographie
L'évolution du nombre d'habitants est connue à travers les recensements de la population effectués dans la commune depuis 1793. Pour les communes de moins de 10 000 habitants, une enquête de recensement portant sur toute la population est réalisée tous les cinq ans, les populations de référence des années intermédiaires étant quant à elles estimées par interpolation ou extrapolation. Pour la commune, le premier recensement exhaustif entrant dans le cadre du nouveau dispositif a été réalisé en 2008.

En 2022, la commune comptait 984 habitants, en évolution de −1,6 % par rapport à 2016 (Côtes-d'Armor : +1,78 %, France hors Mayotte : +2,11 %).
| 1793  | 1800  | 1806  | 1821  | 1831  | 1836  | 1841  | 1846  | 1851  |
| ----- | ----- | ----- | ----- | ----- | ----- | ----- | ----- | ----- |
| 2 485 | 2 147 | 2 126 | 2 233 | 2 219 | 2 282 | 2 417 | 2 428 | 2 438 |

| 1856  | 1861  | 1866  | 1872  | 1876  | 1881  | 1886  | 1891  | 1896  |
| ----- | ----- | ----- | ----- | ----- | ----- | ----- | ----- | ----- |
| 2 399 | 2 440 | 2 524 | 2 512 | 2 570 | 2 344 | 2 375 | 2 243 | 2 139 |

| 1901  | 1906  | 1911  | 1921  | 1926  | 1931  | 1936  | 1946  | 1954  |
| ----- | ----- | ----- | ----- | ----- | ----- | ----- | ----- | ----- |
| 2 020 | 1 926 | 1 819 | 1 662 | 1 659 | 1 571 | 1 469 | 1 271 | 1 174 |

| 1962  | 1968  | 1975  | 1982  | 1990  | 1999 | 2006  | 2008  | 2013  |
| ----- | ----- | ----- | ----- | ----- | ---- | ----- | ----- | ----- |
| 1 159 | 1 149 | 1 058 | 1 036 | 1 021 | 986  | 1 009 | 1 016 | 1 015 |

| 2018 | 2022 | - | - | - | - | - | - | - |
| ---- | ---- | - | - | - | - | - | - | - |
| 969  | 984  | - | - | - | - | - | - | - |

## Langue bretonne
L’adhésion à la charte Ya d’ar brezhoneg a été votée par le Conseil municipal le 13 juillet 2006.

## Lieux et monuments
- Chapelle du Loc : en 1730 en labourant le champ où s'élève maintenant la chapelle, un paysan découvrit une statue de la Vierge. Cette découverte fit grande impression. Il fut décidé d'édifier en ce lieu une chapelle qui serait dédiée à la Sainte Vierge sous le titre l'Assomption. Elle fut construite, vraisemblablement entre 1736 et 1737. Dans les années suivantes, elle fut par deux fois démolie puis réédifiée, pour être finalement construite en 1764 telle qu'elle est encore de nos jours. La bénédiction de la chapelle et de sa cloche ont eu lieu en 1738. Chaque année le 15 août a lieu le pardon du Loc. Chaque année, un fest-noz de renom se déroule le 14 août sur ce site.
- L'église Saint-Pierre : elle est dite paroissiale dès 1369. À cette époque, elle était beaucoup plus petite et ne sera agrandie qu'à la fin du XVIIe siècle grâce à Charles de Boiséon, seigneur, marquis de Coatnizan. En très mauvais état au début du XVIe siècle, certaines parties en ruines menaçant, il fut décidé de la rénover et de l'agrandir entre 1747 et 1849 avec réemploi de matériaux anciens en particulier quatre piliers du XIVe siècle, des remplages flamboyants et un chapiteau portant la date de 1628. Un très beau jeu d'orgues fut hélas endommagé durant la révolution puis détruit en 1814. Dans la nef, à droite, on remarquera une croix en bois du XIIe siècle.
- La statue de Marc'harit Fulup, sur la place du même nom, due au sculpteur Morley Troman.
- La chapelle et le lit de Saint Idunet. Bâtie en 1883 sur l’emplacement d’une chapelle détruite pendant la Révolution, elle fut érigée en quelques mois. Elle aurait servi d’église paroissiale avant celle de Pluzunet. Non loin, une auge surmontée d’une croix et communément appelée lit de Saint Idunet était le lieu d'un rituel particulier auquel s'adonnaient les mères dont les enfants tardaient à marcher seuls : on allongeait l’enfant dans l'auge et on le fouettait avec un balai de genêts ayant servi à nettoyer la pierre. L’enfant était ensuite conduit à la fontaine et aspergé d’eau trois fois. On répandait trois seaux d’eau sur le sol pour terminer le rituel.
- La cloche campanaire. Dans le cadre du circuit campanaire mis en place en 2007 par la communauté de Communes du Centre Trégor (CCCT), dont Pluzunet fait partie, une borne sonore interactive a été installée sur la place haute du bourg. Elle vise à sensibiliser les promeneurs sur les bruits et les sons perceptibles dans un bourg et ses alentours (balisage).
- Ferme de Coat Nizan, au nord-est, qui depuis 1838, remplace l'ancien manoir de Coat Nizan. Il subsiste de ce dernier certains éléments d'origine, dont le système de douves qui est toujours en place[30].